# Селина (Свети Ловреч)
Селина је насељено место у саставу општине Свети Ловреч, Истарска жупанија, Хрватска. До територијалне реорганизације у Хрватској налазила се у саставу старе општине Пореч.

## Становништво
На попису становништва 2011. године, Селина је имала 201 становника.

## Попис1991.
На попису становништва 1991. године, насељено место Селина је имало 205 становника, следећег националног састава:
| Попис 1991.‍  | Попис 1991.‍  | Попис 1991.‍ | Попис 1991.‍ | Попис 1991.‍ |
| ------------ | ------------ | ----------- | ----------- | ----------- |
|              |              |             |             |             |
| Хрвати       | Хрвати       |             | 160         | 78,04%      |
| Муслимани    | Муслимани    |             | 1           | 0,48%       |
| Срби         | Срби         |             | 1           | 0,48%       |
| регион. опр. | регион. опр. |             | 43          | 20,97%      |
| укупно: 205  |              |             |             |             |